# 阮福綿家
阮福綿家（越南语：／，1826年5月22日—1875年7月20日），越南阮朝明命帝第三十二子，生母貴人阮氏長。
明命七年四月十六日（1826年5月22日），阮福綿家在順化皇城出生。年少進學，愛讀經史。紹治三年（1843年）正月，受封為廣邊郡公（越南语：／）。嗣德二十八年六月十八日（1875年7月20日），阮福綿家去世，壽五十歲，賜諡恭亮。葬於承天府香水縣居正總平安邑，在香茶縣富春總東池邑建祠祭祀。

## 子女
阮福綿家有15子11女。後裔按御賜攴字部起名。
- 長子阮福洪敦，襲封畿外侯。